# 滝部駅
滝部駅（たきべえき）は、山口県下関市豊北町大字滝部字森友にある、西日本旅客鉄道（JR西日本）山陰本線の駅である。事務管コードは▲800709。
長門市駅 - 幡生駅間における、数少ない有人駅の1つで、朝晩には両方向へ折返し列車が設定される。以前は特急「いそかぜ」も停車していた。

## 歴史
大正期に山陰本線最後の連結区間として、この地域の鉄道敷設が行われた。当初、本線は日本海沿いに敷設される予定であったが、地域の要望や予算等により、当駅と特牛駅の2駅が内陸にあるような線形となった（鉄道と政治を参照）。
国鉄時代には、夜中3時台に当駅始発で出発する下関行普通列車があった。この列車は全国で最も早い時刻の始発列車であった（※夜行列車除く）。

### 年表
- 1925年（大正14年）8月16日：鉄道省小串線（現・山陰本線）小串駅 - 当駅間延伸時に終着駅として開設[1]。客貨取扱開始[1]。
- 1928年（昭和3年）9月9日：小串線当駅 - 阿川駅間延伸、途中駅となる。
- 1933年（昭和8年）2月24日：小串線が山陰本線に編入、同線所属となる。
- 1972年（昭和47年）3月1日：貨物取扱廃止[1]。
- 1980年（昭和55年）4月1日：駅舎改築[3]。
- 1985年（昭和60年）3月14日：荷物扱い廃止[1]。
- 1987年（昭和62年）4月1日：国鉄分割民営化に伴い、JR西日本の駅となる[1]。
- 1991年（平成3年）4月1日：業務委託駅化（中国交通事業株式会社（現・JR西日本広島メンテック）受託）。
- 2004年（平成16年）10月：窓口営業時間変更、平日のみ営業となる。
- 2008年（平成20年）
  - 3月31日：ジェイアール西日本広島メンテック（現・JR西日本広島メンテック）による業務委託終了。
  - 4月1日：簡易委託駅化（NPO法人「環境みらい下関　豊北支部受託）[4][5]。窓口営業時間を短縮すると共に、休業日を土休日から月曜に変更。
- 2023年（令和5年）
  - 7月1日：大雨の影響で長門粟野駅 - 阿川駅間の粟野川橋梁が傾斜する[6]等の被害を受けたため、当駅を含む長門市駅 - 小串駅間で不通となる[7]。
  - 7月4日：不通区間で代行バスが運行開始[8]。
- 2024年（令和6年）
  - 6月22日：当駅 - 小串駅間で運転再開[9]。

## 駅構造
相対式ホーム2面2線を有する地上駅。以前は単式・島式ホーム複合型2面3線を有し、列車交換可能であったが、駅舎から一番遠い1線（3番線）の分岐器・信号機が撤去され、線路が本線から切り離された。そのため、当駅で系統分断される列車同士の乗継にはホームの移動を伴うようになった。駅舎は元々単式であった1番ホーム側にあり、両ホームは小串寄りにある無蓋跨線橋で連絡している。ホーム上に待合室がある。以前は夜間滞泊も行われていたが、当該列車運転区間が小串駅までに短縮され、消滅した。
長門鉄道部が管理する簡易委託駅（NPO法人「環境みらい下関　豊北支部」受託）。月・木を除いて窓口営業を行っている。(入場券の発売はしない乗車券のみ)

### のりば
| のりば | 路線      | 方向 | 行先             |
| ------ | --------- | ---- | ---------------- |
| 1・2   | ■山陰本線 | 上り | 長門市・東萩方面 |
| 1・2   | ■山陰本線 | 下り | 小串・下関方面   |

- 原則として長門市方面は1番のりば、下関方面は2番のりばを使用する。但し、当駅始発下関方面は1番のりば、長門市方面は2番のりばを使用する。
- 2002年1月時点では下関発22時台の最終は当駅止まりであった。[11]

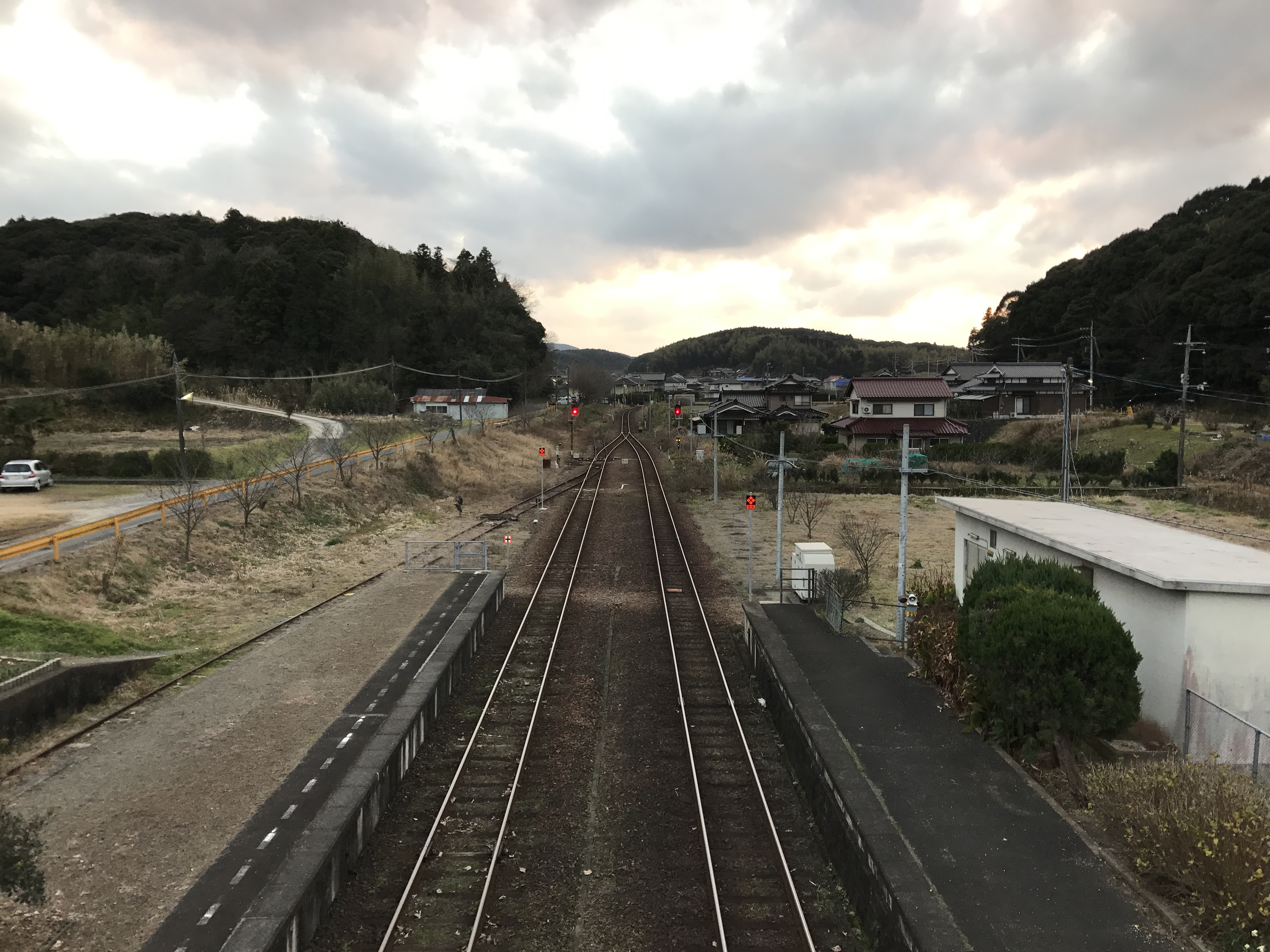
ホーム（2017年1月、跨線橋より）
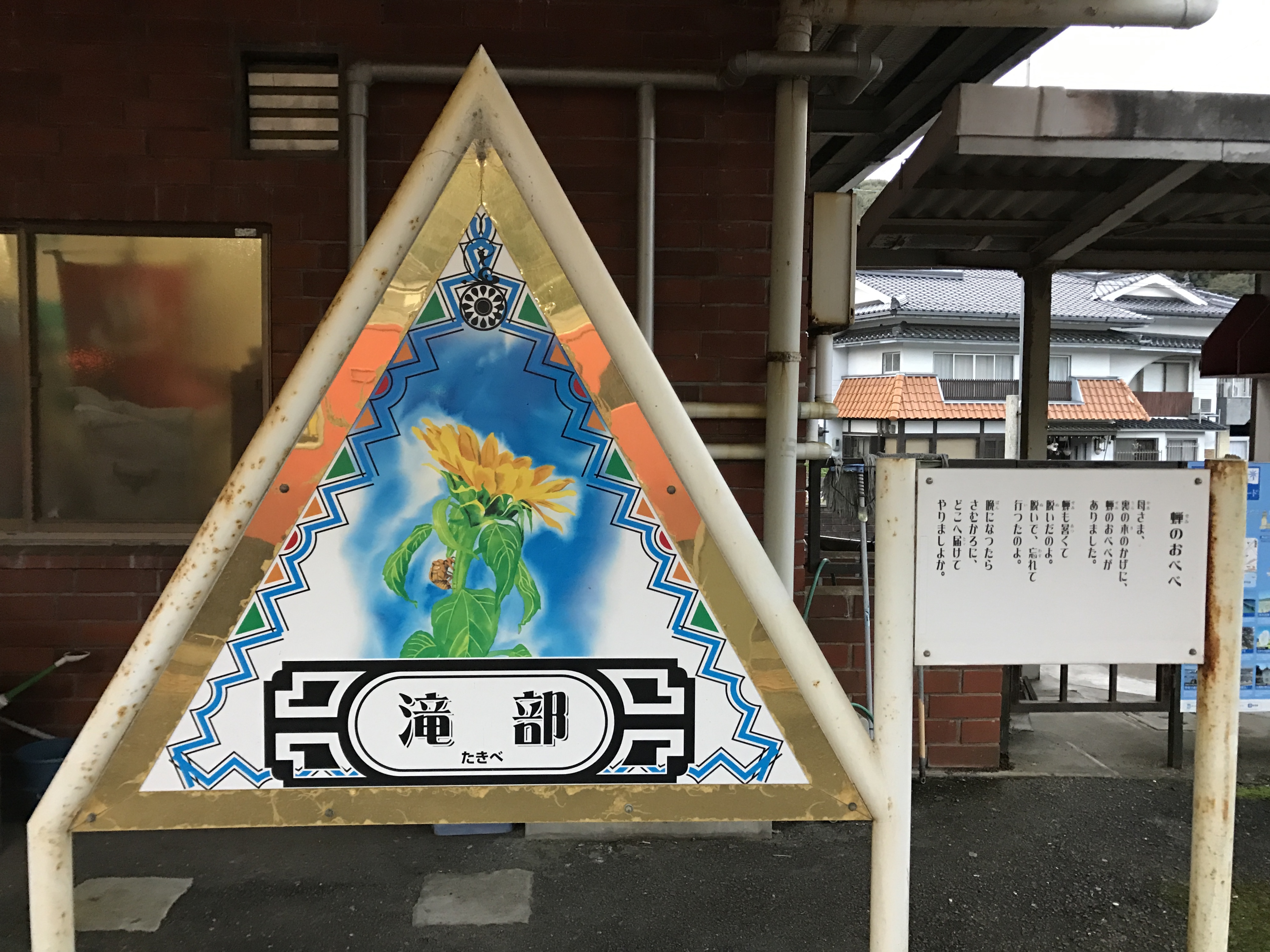
金子みすゞにちなんだ駅名標（2017年1月、右側に『蝉のおべべ』と言う詩がある[注釈 2]）

## 利用状況
近年の1日平均乗車人員の推移は以下の通り。2023年の1日当たりの利用者数は234人、年間利用客数は4万2812人である。
なお2023年6月30日の大雨により、2024年6月22日まで運休状態であった。
| 乗車人員推移 | 乗車人員推移 |
| 年度         | 1日平均人数  |
| ------------ | ------------ |
| 1999         | 400          |
| 2000         | 393          |
| 2001         | 368          |
| 2002         | 351          |
| 2003         | 328          |
| 2004         | 310          |
| 2005         | 280          |
| 2006         | 304          |
| 2007         | 311          |
| 2008         | 304          |
| 2009         | 290          |
| 2010         | 266          |
| 2011         | 250          |
| 2012         | 239          |
| 2013         | 208          |
| 2014         | 185          |
| 2015         | 165          |
| 2016         | 166          |
| 2017         | 164          |
| 2018         | 182          |
| 2019         | 212          |
| 2020         | 202          |
| 2021         | 198          |
| 2022         | 146          |
| 2023         | 117          |

## 駅周辺
下関市豊北町（旧豊北町域）の中心部に近く、当駅に並行する県道39号線を北東に約600m進んだ所に下関市役所豊北総合支所があり、その周辺に商店・施設等がある。前述した経緯により、海岸からは遠く離れた内陸部に位置している。なお、角島は隣の特牛駅が最寄駅となるが、当駅からもバスで行くことが可能。
- 下関市豊北特産品センター
- たきべ診療所
- 滝部郵便局
- 下関市役所豊北総合支所
- 山口県立下関北高等学校
- 下関市立豊北中学校
- 下関市立豊北小学校
- 豊北総合運動公園
- 滝部温泉
- 下関市立豊北歴史民俗資料館
- 滝部八幡宮：烈婦登波の碑がある。
- 西楽寺：小早川秀包の墓所がある。
- サンマート滝部店
- 山口県道39号粟野二見線：当駅周辺で山陰本線と並行する。
- 山口県道272号滝部停車場線：駅前と山口県道39号線を結ぶ約70mの道路。

### バス路線
- ブルーライン交通 - 駅前に滝部駅バス停がある。特牛駅、角島大橋を経由して角島に向かう路線と、内陸部の一の俣温泉を経由して豊田町西市（旧豊田町中心部）に向かう路線を運行している。
  - 豊北総合支所・豊北中学校・特牛港・肥中・島戸・角島方面
  - 一の俣温泉・豊田町西市方面

## 隣の駅
西日本旅客鉄道（JR西日本）
■山陰本線
特牛駅 - 滝部駅 - 長門二見駅